# Championnat de Suisse de football de deuxième division 2009-2010
Navigation
Challenge League 2008-2009 Challenge League 2010-2011
Le championnat de Suisse de football Challenge League 2009-2010 a commencé le 25 juillet.

## Clubs
| - FC Bienne - FC Lugano - Yverdon-Sport FC - FC Gossau | - FC Lausanne-Sport - FC Vaduz (relégué de Super League) - FC Winterthur - SC Kriens (promu) | - FC Thoune - FC Wil - FC Locarno - FC Le Mont (promu) | - Servette FC - FC Wohlen - FC Schaffhouse - Stade Nyonnais FC |

## Classement

### Général
| Place | Club              | J  | V  | N  | D  | Buts + | Buts - | Diff. | Pts |
| 1er   | FC Thun (C) (P)   | 30 | 18 | 6  | 6  | 70     | 36     | +34   | 60  |
| 2e    | FC Lugano         | 30 | 17 | 8  | 5  | 65     | 29     | +36   | 59  |
| 3e    | FC Winterthur     | 30 | 16 | 8  | 6  | 69     | 46     | +23   | 56  |
| 4e    | Servette Genève   | 30 | 14 | 10 | 6  | 49     | 37     | +12   | 52  |
| 5e    | SC Kriens         | 30 | 12 | 10 | 8  | 50     | 41     | +9    | 46  |
| 6e    | FC Wil            | 30 | 11 | 12 | 7  | 44     | 37     | +7    | 45  |
| 7e    | FC Biel-Bienne    | 30 | 10 | 12 | 8  | 54     | 39     | +15   | 42  |
| 8e    | FC Vaduz          | 30 | 11 | 8  | 11 | 44     | 43     | +1    | 41  |
| 9e    | Yverdon-Sport     | 30 | 10 | 9  | 11 | 50     | 38     | +12   | 39  |
| 10e   | FC Lausanne-Sport | 30 | 9  | 12 | 9  | 40     | 43     | −3    | 39  |
| 11e   | FC Schaffhausen   | 30 | 10 | 9  | 11 | 42     | 51     | −9    | 39  |
| 12e   | FC Wohlen         | 30 | 8  | 7  | 15 | 44     | 55     | −11   | 31  |
| 13e   | FC Locarno        | 30 | 7  | 10 | 13 | 46     | 65     | −19   | 31  |
| 14e   | Stade Nyonnais    | 30 | 8  | 7  | 15 | 36     | 64     | −28   | 31  |
| 15e   | FC Le Mont (R)    | 30 | 8  | 3  | 19 | 30     | 56     | −26   | 27  |
| 16e   | FC Gossau (R)     | 30 | 2  | 7  | 21 | 27     | 80     | −53   | 13  |

|     | Champion de Challenge League et promu en Super League.                                            |
|     | Qualification pour le barrage de promotion en Super League.                                       |
|     | Finaliste de la Coupe de Suisse et qualification pour la Ligue Europa 2010-2011, tour de barrages |
|     | Relégation en 1re Ligue                                                                           |
| (C) | Champion                                                                                          |
| (P) | Promu                                                                                             |

### Barrage
Le 9e de Super League affrontera le deuxième de Challenge League pour connaitre la dernière équ^pe à évoluer en Super League l'année prochaine.
|                    | Club          | Score | Club          |
| ------------------ | ------------- | ----- | ------------- |
| Aller 21 mai 2010  | AC Bellinzone | 2-1   | FC Lugano     |
| Retour 24 mai 2010 | FC Lugano     | 0-0   | AC Bellinzone |

AC Bellinzone sauve sa place en Axpo Super League et le FC Lugano reste en Challenge League.

## Buteurs
| Nom                                 | Nationalité    | Buts | Club                         |
| Nick Proschwitz                     | Allemagne      | 23   | FC Vaduz                     |
| Dante Adrian Senger                 | Argentine      | 20   | FC Locarno                   |
| Ezequiel Scarione                   | Argentine      | 18   | FC Winterthur                |
| Frédéric Besseyre Innocent Emeghara | France Nigeria | 17   | Stade Nyonnais FC Winterthur |
| Carlos Da Silva                     | Suisse         | 16   | FC Lugano                    |

## Effectif du champion
- - Gardiens :
- 18 - Roman Bürki , 4 matchs
- 18 - Mario Kirev, 0 match
- 22 - Sascha Stulz, 27 matchs

- - Défenseurs :
- 2 - Ricardo Neumann, 0 match
- 3 - Loan Boumelaha (en), 3 matchs
- 4 - Calapes, 3 matchs
- 13 - Sandro Galli, 1 match
- 14 - Nicolas Schindelholz, 27 matchs, 1 but
- 15 - Timm Klose, 29 matchs, 1 but
- 17 - Yves Zahnd (en), 23 matchs
- 23 - Ervin Gashi, 1 match
- 26 - Thomas Reinmann, 21 matchs, 1 but
- 28 - Andreas Wittwer, 21 matchs, 2 buts
- 33 - Benjamin Lüthi, 26 matchs, 1but

- - Milieux de terrains :
- 5 - Eldar Ikanovic, 4 matchs, 1 but
- 6 - Roland Bättig, 25 matchs
- 7 - Stephan Andrist, 4 matchs
- 8 - Edis Colic, 1 matchs
- 8 - Samet Gündüz, 9 matchs
- 16 - Marco Aratore, 7 matchs, 2 buts
- 16 - Erhan Kavak, 7 matchs
- 20 - Ezequiel Oscar Scarione, 28 matchs, 18 buts
- 24 - Muhamed Demiri, 20 matchs
- 25 - Mirson Volina, 0 matchs
- 27 - Sid-Ahmed Bouziane, 12 matchs, 6 buts
- 30 - Stjepan Kukuruzovic, 30 matchs, 7 buts
- 31 - Stefan Glarner, 25 matchs, 1 but

- - Attaquants :
- 9 -  Milaim Rama, 21 matchs, 7 buts
- 10 - Cesar, 1 match
- 19  - Pape Omar Faye, 13 matchs, 13 buts
- 21 -  Dudu (en), 14 matchs, 2 buts
- 21 -  Jocelyn Roux, 13 matchs, 6 buts